# Sergio Batista
Sergio Daniel Batista (ur. 9 listopada 1962 w Buenos Aires) – argentyński piłkarz, grający na pozycji pomocnika, później trener piłkarski. 
Złoty medalista Mistrzostw Świata 1986, srebrny medalista Mistrzostw Świata 1990. 

## Kariera piłkarska
Jest wychowankiem Argentinos Juniors. 
W barwach macierzystego klubu dwa razy został mistrzem Argentyny, a w 1985 wywalczył najcenniejsze trofeum piłkarskie Ameryki Południowej – Copa Libertadores. 
W 1987 odszedł do River Plate, gdzie w ciągu trzech lat gry wygrał jedno mistrzostwo kraju. 
Później na dwa sezony znowu został piłkarzem Argentinos. Po odejściu z klubu grał w mniejszych klubach argentyńskich oraz w japońskim Tosu Futures.

## Kariera reprezentacyjna
W reprezentacji Argentyny zadebiutował w listopadzie 1985 roku w spotkaniu z Meksykiem (1-1). 
Swoją grą, szybko znalazł uznanie trenera Carlosa Bilardo, który uczynił go ważną częścią zespołu na Mistrzostwach Świata 1986, gdzie zagrał we wszystkich 7 meczach. Reprezentacyjną karierę zakończył w 1990, po Mistrzostwach Świata we Włoszech. 
Dwukrotny uczestnik turniejów finałowych o mistrzostwo świata (1986, 1990) i turniejów Copa America (1987, 1989).  
Łącznie dla reprezentacji Albicelestes 39 razy, nie zdobywając ani jednego gola. 

## Kariera trenerska
Pierwszym prowadzonym przez Batistę klubem było stołeczne All Boys. Później bez sukcesów prowadził Argentinos Juniors (dwukrotnie), Talleres, Godoy Cruz i Nueva Chicago.
Punktem zwrotnym było dla Batisty przejęcie reprezentacji Argentyny U-23, z którą zdobył złoty medal Igrzysk Olimpijskich w Pekinie. W lipcu 2010 po nieprzedłużeniu kontraktu z Diego Maradoną został mianowany tymczasowym selekcjonerem reprezentacji Argentyny, a 3 listopada 2010 roku został oficjalnie wybrany na selekcjonera reprezentacji Argentyny. 25 lipca 2011 zrezygnował z funkcji trenera po tym jak Argentyna na Copa América 2011, odpadła w ćwierćfinale z Urugwajem.
W latach 2012–2014 dwukrotnie obejmował Shanghai Grennland, następnie przez rok prowadził reprezentację Bahrajnu oraz Qatar SC.

## Sukcesy

### Zawodnik
Klubowe
Argentinos Juniors
- Primera División: 1984 Metropolitano, 1985 Nacional
- Copa Libertadores: 1985

River Plate
- Primera División: 1989–90

### Reprezentacyjne
Argentyna
- Złoty medal Mistrzostw Świata: 1986

### Trener
Argentina
- Złoty medal Igrzysk Olimpijskich: 2008